# Anyanyelvápolók Szövetsége
Az Anyanyelvápolók Szövetsége (rövidítve: ASZ) egy 1989 áprilisában alakult társadalmi szervezet. Arra törekszik, hogy tagjaivá toborozza mindazokat, akik felelősséget éreznek az anyanyelv jelenlegi állapotáért, helyes és kulturált használatáért. Kinyilvánítja azt a meggyőződését, hogy az anyanyelv kellő ismerete és igényes használata mindenfajta tudás megszerzésének és a társadalmi-szellemi megújulásnak nélkülözhetetlen feltétele.

## Célja
Az Anyanyelvápolók Szövetségének célja anyanyelvünk értékeinek tudatosítása, védelme, népszerűsítése hagyományos módon és a virtuális közösségek közegében. A Szövetség együtt kíván működni minden olyan hazai és külföldi intézménnyel, szervezettel, közösséggel, amelynek tevékenységéhez az anyanyelvi kultúra terjesztése, a beszéd-, magatartás- és érintkezéskultúra méltó gyakorlata kapcsolódhat. Összehangolja az anyanyelvvel törődő közösségek, a nyelvvel hivatásszerűen foglalkozók és az iránta elkötelezett önkéntesek munkáját.

## Története
Az emberközpontú nyelvművelés civil társadalmi szervezetének alapötlete Z. Szabó László győri tanár nevéhez fűződik. Vezetésével egy nyelvészekből, írókból, tanárokból, diákokból, újságírókból, színművészekből álló munkacsoport tevékenykedett 1982-1989 között, anyanyelvi táborok rendezését kezdeményezte, szót emelt az idegen nyelvű feliratok mértéktelen terjedése ellen, nyelvművelő szakkönyvek és írások kiadását támogatta.

## Felépítése, tagsága
A szövetségnek tagja lehet minden magyar vagy külföldi állampolgár, aki egyetért a szövetség céljaival, hajlandó ezeket támogatni, és a meghirdetett mozgalomban esetenként részt venni. A szövetség több mint 2000 tagja a határon innen és túl élő magyarokból tevődik össze. Igyekszik bevonni a szellemi és művészeti élet jeles személyiségeit, kiemelkedő képviselőit is. A szövetség legfőbb fóruma a közgyűlés, ülései között a háromtagú elnökség irányítja a szervezetet.
A 2014. május 24-i közgyűlésen megválasztott tisztségviselők:
- elnök: Juhász Judit
- tiszteletbeli elnök: Dr. Grétsy László
- alelnökök: Dr. Balázs Géza, Kerekes Barnabás

## Tevékenysége
- Könyv- és lapkiadás:
  - Az Édes Anyanyelvünk című folyóirat megjelentetése (35 évfolyam, évente 5 számmal, ifjúsági melléklettel)
  - a Koszorú című kötet és a hozzá kapcsolódó CD kiadása (száz magyar költő egy-egy verse az anyanyelvről)
  - a kultúráért felelős minisztérium és a szövetség közös anyanyelvi pályázatának kötetei (2000-től 2010-ig 12 kötet)
  - a magyar nyelv évének tiszteletére kiadott Vallomások című kötet

- Szakértői tevékenység:
  - Vizsgálja és véleményezi a beszéd- és magatartás-kultúra mai helyzetét.
  - Jogszabályokat és hatósági intézkedéseket kezdeményez és szorgalmaz a helyes nyelvhasználat terjedése, illetve a helytelen csökkentése érdekében.
  - Törvényjavaslatokat lektorál.
  - Figyelemmel kíséri és támogatja az iskolák anyanyelvi nevelő munkáját.
  - Részt vesz az országos anyanyelvi versenyek bírálóbizottságainak munkájában.
  - Szakmailag és anyagilag támogatja az anyanyelvi táborokat.

- Anyanyelvi rendezvények:
  - versenyek
    - Kárpát-medencei szépkiejtési (Kazinczy) versenyek (ált. iskolásoknak: Balatonbogláron és Kisújszálláson, középfokú iskolásoknak Győrben)
    - Édes Anyanyelvünk nyelvhasználati verseny középfokú iskolásoknak (Sátoraljaújhely)
    - Kossuth-szónokverseny (Budapest)

  - táborok:
    - országos ifjúsági anyanyelvi tábor (változó helyszínen)
    - erdélyi ifjúsági anyanyelvi tábor (Zsobok)
    - általános iskolai Beszélni nehéz!-körök tábora (Balatonboglár)
    - középiskolások Kazinczy-tábora (Győr)
    - a Beszélni nehéz!-körvezetők országos tábora (változó helyszínen)

  - A szövetség Ifjúsági Tagozatának rendezvényei:
    - országos ifjúsági anyanyelvi parlament
    - tanévi tevékenységet előkészítő országos tanácskozás
    - az ifjúsági vezetőség értekezletei
    - az ifjúsági tagozat küldötteinek és vezetőségének országos értekezlete

  - Egyéb anyanyelvi rendezvények:
    - anyanyelvi juniális a Magyar Nyelv Múzeumával közösen
    - anyanyelvi nap – általános iskolás Beszélni nehéz!-körök versenye
    - Péchy Blanka emléknap-emlékverseny középfokú iskolás Beszélni nehéz!-köröknek
    - Beszélni nehéz!-körök országos találkozója

## Partnerei, támogatói
- Emberi Erőforrások Minisztériuma
- Nemzeti Kulturális Alap
- Magyar Katolikus Rádió
- Duna Televízió
- Magyar Fejlesztési Bank
- Magyar Művészeti Akadémia